# 馬國基
科斯塔斯·梅内加基斯（Costas Menegakis，1959年1月12日—），漢名馬國基，是一名商人、企业家和加拿大政治人物，曾于2011年至2015年代表聯邦保守黨擔任眾議院列治文山选区議員。 2025年，馬國基於奧羅拉—橡樹嶺—列治文山選區勝出，再度進入國會。

## 个人生活
馬國基是希腊裔，其父母于20世纪50年代移民到加拿大。他在魁北克省蒙特利尔長大和接受教育，毕业于康考迪亚大学商学院。他于1985年搬到安大略省万锦市，目前居住在安大略省列治文山。
1988年，馬國基在列治文山创立了产品履行和物流公司 Tilwood Inc.，亦是該公司的首席执行官，目前该公司在安大略省賓頓运营。过去30年来，他一直以志愿者的身份为以下非营利组织提供服务，为家庭，特别是青少年、老年人和有特殊需要的人提供服务。馬國基曾被授予英国女王伊丽莎白二世的金禧奖章和钻禧奖章，并获得國際扶輪社保羅·哈里斯研究员称号。
馬國基会说三种语言：英语、法语和希腊语。  

## 政治
在2011年联邦大选中，馬國基当选为加拿大列治文山選區议员，2013年，馬國基被加拿大总理哈珀任命为公民和移民部长的议会秘书。 任职期间，他同時担任加拿大眾議院公民和移民常设委员会、程序和内务委员会、政府运作和预算委员会以及官方语言委员会的成员。 
在2015年联邦大选举中，馬國基代表新选区奥罗拉—橡树岭—列治文山参选。 自由党候选人艾蕾娜以1,093票之差击败了馬國基。
2018年2月，馬國基再次成為奥罗拉—橡树岭—列治文山选区的保守党候选人，但后来由于该选区的自由党议员艾蕾娜转投保守党而放棄成為候选人。两周后，馬國基被推选为他之前所在的列治文山选区的保守党候选人。 在2019年聯邦大選中，他以47.7%对38.8%的得票率敗給了角逐連任的自由党议员馬萬里。
在2025年大選，馬國基再次成為保守黨在奧羅拉—橡樹嶺—列治文山選區的候選人，並成功擊敗時任議員莉雅泰勒，當選為該區議員。